# William Parker (5e baron Monteagle)
Pour les articles homonymes, voir William Parker et Parker.
William Parker, 5e baron Monteagle et 13e baron Morley (1574/75 – 1er juillet 1622), est un pair britannique qui révèle la conspiration des poudres.

## Biographie
Il est le fils aîné d'Edward Parker, 12e baron Morley (mort en 1618), et d'Élisabeth, fille et héritière de William Stanley, 3e baron Monteagle (décédé en 1581).
Lorsque tout jeune, il épousa Élisabeth, la fille de sir Thomas Tresham, il prit le nom de Lord Monteagle nom hérité de sa mère. Il était allié à beaucoup de familles catholiques et, pendant le règne d'Élisabeth Ire sympathisa à leur cause. Il fut adoubé chevalier pendant qu'il était avec Robert Devereux, 2e comte d'Essex en Irlande en 1599 et, en 1601, il participa à la tentative de coup d'état de ce dernier à Londres du 8 février 1601. Il fut emprisonné et condamné à une amende de 8 000 £.
Il aida en 1602 la mission en Espagne invitant Philippe III à envahir l'Angleterre. Il était intime avec Robert Catesby et d'autres conjurés de la Conspiration des poudres et, selon le Père Garnet, quelques mois à peine avant la Conspiration, laissa entendre que les catholiques avaient une bonne occasion de faire valoir leurs droits en prenant les armes contre le roi. Il est certain cependant qu'il était un de ceux qui avaient été favorables à l'accession de Jacques Ier au trône et aida Henry Wriothesley à protéger la Tour de Londres pour le roi.
Il fut invité à assister à l'ouverture de la session du Parlement prévue le 5 novembre 1605 en tant que Lord Monteagle. Le 26 octobre 1605 au soir, alors qu'il était à table à Hoxton, il reçut une lettre l'avertissant de la conspiration des poudres, peut-être écrite par Sir Francis Tresham. Après se l'avoir fait lire à haute voix par Ward, un gentilhomme à son service et un ami intime de Robert Wintour, l'un des principaux conjurés, il la mena à Whitehall et la montra à Robert Cecil, 1er comte de Salisbury et d'autres ministres. Il est considéré par certains historiens comme étant lui-même l'auteur de la lettre afin de gagner la faveur du roi.
Le 4 novembre, il accompagna Thomas Howard, 1er comte de Suffolk, le Lord Chambellan, lors de sa visite dans les caves du Parlement, où Guy Fawkes fut trouvé. Monteagle reçut 700 £ par an pour son rôle dans la prévention de la catastrophe. En 1609, il fut élu membre du conseil d'administration de la Virginia Company et souscrivit à ses fonds. 
À partir de 1618, à la mort de son père, il siégea au parlement en tant que baron Morley et Monteagle. Il est décédé le 1er juillet 1622 à Great Hallingbury, dans l'Essex, où il est enterré.
Par son mariage avec Élisabeth Tresham il avait, outre ses filles, trois fils, dont l'aîné, Henry, (mort en 1655) lui succéda comme 12e Baron Morley et 5e Baron Monteagle. Ces baronnies sont tombées en désuétude lorsque le fils de Henry Thomas est mort vers 1686.